# Schloss Teichstätt

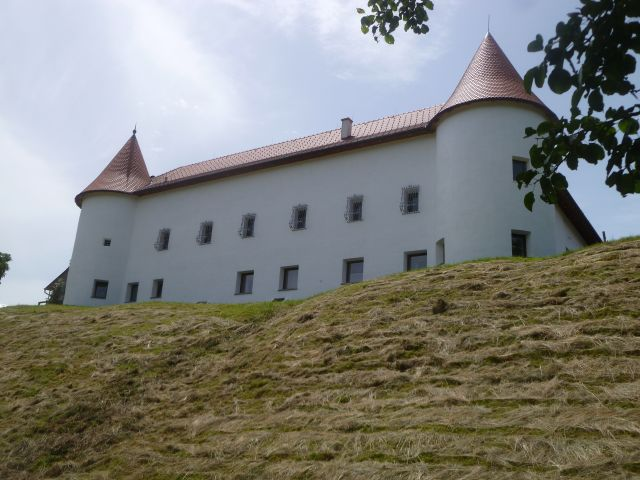
Schloss Teichstätt, gesehen vom Schwemmbach aus

Schloss Teichstätt ist ein Schloss in der Ortschaft Teichstätt der Gemeinde Lengau im Bezirk Braunau am Inn in Oberösterreich.

## Geschichte
Der Ort Teichstätt wurde bereits in einer Mondseer Tradition zur Zeit des Herzogs Tassilo III. als Tisteti bezeichnet, doch erst 700 Jahre später entstand ein Ansitz.
Die Geschichte des Schlosses beginnt mit seiner ersten urkundlichen Erwähnung im Friedburger Urbar, das in den Jahren 1363 bis 1430 angelegt wurde. Schloss Teichstätt tritt als Thoman des Rewter lehen[…]Hof zu Teystett in Erscheinung. Spätestens ab dem Jahr 1483 ist das Schloss im Besitz der Rainer, denn in diesem Jahr nennt sich ein Alexius Rainer nach Teichstätt und dem benachbarten Schloss Erb, die beide jeweils bayerisches Lehen waren. Im Jahr 1558 heißt es in der bayerischen Landtafel über Teichstätt: Im Dorfe Teichstätt ist ein Purkstal vnd ein Pauhof dabey, welche Ludewig Rainer innehat. Das heutige Schloss wurde 1563 bis 1566 unter Ludwig Rainer in seiner heutigen Gestalt errichtet. Dieser war auch Pfleger von Frankenburg.

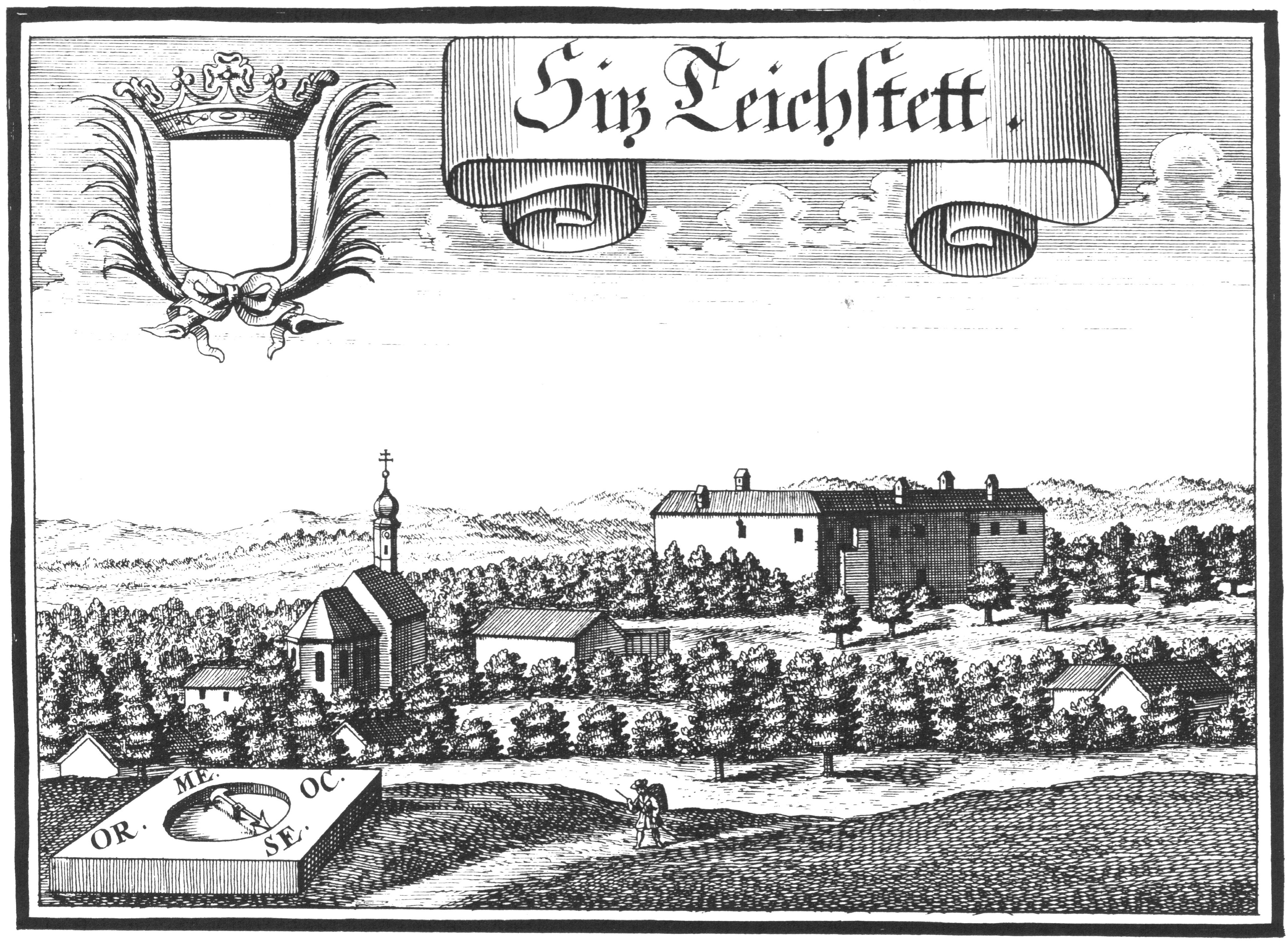
Schloss Teichstätt um das Jahr 1721, Stich von Michael Wening

Die Rainer blieben bis 1591 im Besitz des Schlosses, als Kasimir Rainer zu Erb und Teichstätt es an Hans Albrecht von Pirching zu Sigharting verkaufte. Bereits 1593 wurde das Schloss an den Burghauser Regimentsrat Dr.Georg Hägl weiterverkauft. Da dieser die Kaufsumme nicht aufbringen konnte, wurde 1597 der bayrische Beamte Dr.Johann Fischer aus Burghausen als neuer Käufer des Schlosses Teichstätt gefunden, der im September 1600 zum Regierungskanzler und Lehenpropst von Burghausen ernannt wurde. 1659 brannte das Schloss fast vollständig ab, wurde aber durch Franz Vischer, wenn auch in vereinfachter Weise, wieder aufgebaut.
Die Vischer blieben im Besitz des Schlosses bis 1732. In diesem Jahr heiratete die Erbtochter Maria Anna Constantia Theresia Vischer den Paul Anton Joseph von Hackledt, wodurch das Anwesen an die Familie Hackledt gelangte. Maria Cäcilia Carolina von Hackled verkaufte das Schloss Teichstätt am 26. August 1833 um 3.100 Gulden an den Patrimonialrichter zu Braunau, Wenzel Schüga. Dessen Schwiegersohn Matthias Schrems besaß das Schloss von 1855 bis 1879, das im Laufe des 19. Jahrhunderts mit seinen Liegenschaften in einen Bauernhof umgewandelt wurde.
Ab 1879 kam das Anwesen an Franz Moser aus Ameisberg, der die Schießscharten zumauern ließ und auch alle anderen noch vorhandenen Verteidigungseinrichtungen entfernte. Seine Nachkommen führen das ehemalige Schloss bis heute als landwirtschaftlichen Betrieb (Schlossbauer).

## Baubeschreibung
Das Schloss liegt auf einem langgestreckten niedrigen Höhenzug oberhalb des Schwemmbaches und ist von Osten in weitem Umkreis an seinen beiden flankierenden wuchtigen Rundtürmen zu erkennen. Nähert man sich jedoch von der Westseite, so erinnert das Gebäude eher an einen großen Bauernhof als an ein Schloss.
Das Hauptgebäude ist langgestreckt und misst etwa 35 × 10 Meter. Am Eingang an der Westseite erinnert eine Rotmarmortafel mit einem Doppelwappen der Rainer und der Gienger an die Erbauung des Schlosses durch Ludwig Rainer im Jahr 1563.
Dis gepey hat ange

fang[en] der Edl vnd vesst

ludwig Rainer zum

Erb vnd Teichstett, der

zeit Phleg[er] auf Franck

enburg Anno 1 5 6 3

vnd am drittn Jar

darnach Volendt.
An das Hauptgebäude schließen westlich jeweils die Ansätze eines nördlichen und eines südlichen Seitenflügels an. Diese Seitenflügel waren früher länger und wurden nach einem Brand im Jahr 1659 abgerissen (teilweise sind noch Fundamente davon erkennbar). Die beiden Rundtürme, die früher mit Holzschindeln gedeckt waren, sind seit der letzten Restaurierung wie alle Dächer mit Tonziegeln gedeckt.
Die Verwendung des ehemaligen Schlosses als Landwirtschaft bedingte einige Anbauten und Adaptierungen, jedoch lassen noch einige schmiedeeiserne Fensterkörbe und bemerkenswerte Gewölbe in den Innenräumen den schlossartigen Charakter des Hauptgebäudes erkennen.

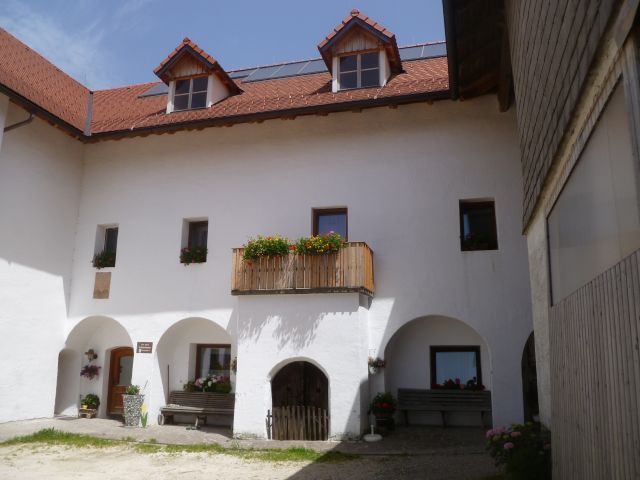
Historischer Bestand im Innenhof
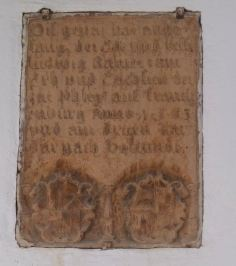
Tafel über dem Eingangstor von 1563
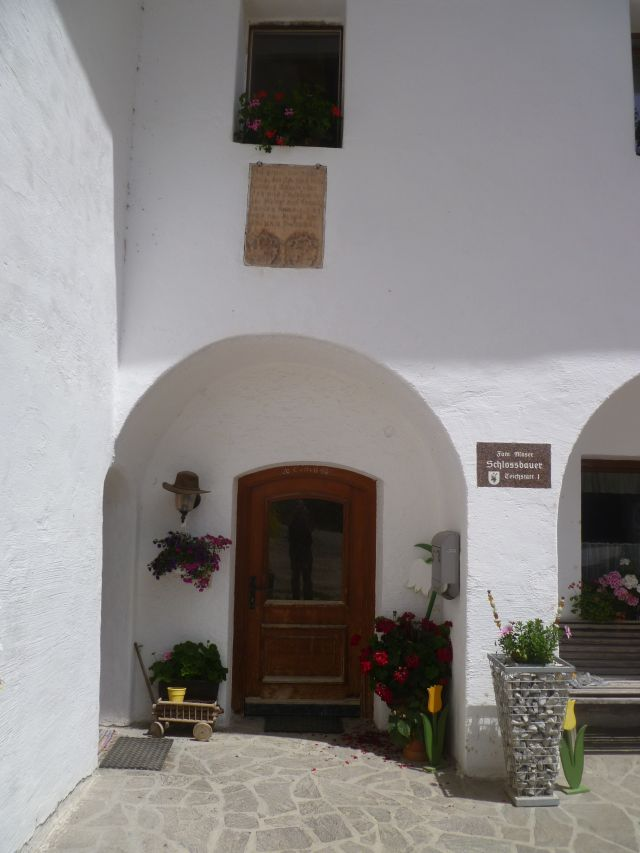
Eingangstor
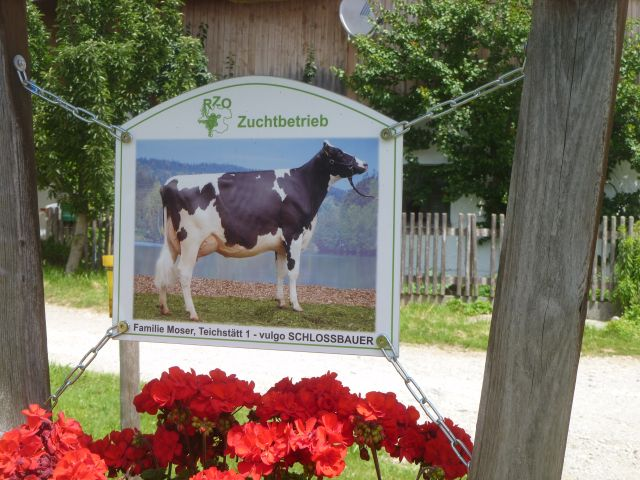
Schlossbauer